# Gimmick!
Gimmick! (ギミック! (Gimikku!?), también conocido como Mr. Gimmick) es un videojuego de plataformas de Sunsoft publicado para la consola de 8 bits Family Computer. El juego fue lanzado en 31 de enero de 1992 en Japón y en Escandinavia en mayo de 1993.
Una nueva versión del juego llamada Gimmick! Exact Mix fue publicada el 31 de diciembre de 2020 para exA-Arcadia con un nuevo trabajo visual en alta definición.